# رنگ‌آمیزی سازگاری در جانوران
رنگ‌آمیزی سازگاری در جانوران (انگلیسی: Adaptive Coloration in Animals) یک کتاب درسی ۵۰۰ صفحه ای دربارهٔ استتار، رنگ‌بندی هشدار دهنده و تقلید (جانوران) توسط هیو بی. کات از جانورشناسی دانشگاه کمبریج است که اولین بار در طول جنگ جهانی دوم در سال ۱۹۴۰ منتشر شد. این کتاب فروش زیادی داشت و او را به شهرت رساند.